# Eisriesenwelt
Eisriesenwelt in Werfen in  Werfen in het Salzburgerland(Oostenrijk)  is de langste ijsgrot ter wereld (42 km, 1 km ijsgalerij, 30.000 m² ijsoppervlak), de ingang ligt op een hoogte van 1650 meter boven de zeespiegel.

## Historie

### 1879 - 1922
De ingang van de grot was al sinds de middeleeuwen bekend, maar de bijgelovige bevolking dacht dat het de toegang tot de hel was, daarom werd de directe omgeving gemeden. In 1879 betrad de bergbeklimmer en speleoloog Anton von Posselt-Czorich (10 september 1854, Brzezany, (Oekraïne) - 10 juni 1911, Innsbruck) de grot als eerste en drong ongeveer 200 meter in het gangenstelsel door. Hij bracht op 4 november van dat jaar verslag uit van zijn bevindingen aan de Duits-Oostenrijkse Alpenvereniging, het verslag werd gepubliceerd in het Zeitschrift des Deutschen und Osterreichischen Alpenvereines. De grot werd Posselthöhle genoemd naar de ontdekker maar verder werd er meer dan 30 jaar niets ondernomen.
In 1913 werd het stelsel verkend door de schilder en speleoloog  Alexander Mörk von Mörkenstein (4 december 1887, Przemysl Oekraïne) - 23 oktober 1914, Nisko (Polen)), Erwin Angermayer-Rebenberg (9 Juni 1888, Salzburg - 20 März 1963, Salzburg) en Herman Rihl. Men slaagde er in de gevaarlijke muur van ijs te beklimmen en bij een volgende expeditie door te dringen tot het begin van de Mörk-gletsjer en de daarachter gelegen zaal van 50 meter hoog en 70 meter lang (de Mörk-Dom).
Na de Eerste Wereldoorlog werden de gangenstelsels verder verkend door andere onderzoekers o.a. Leopoldine Führich (1898–1926), de gebroeders Friedrich en Robert Oedl en Walter von Czoernig-Czernhausen (1883 - 1945). De joodse speleoloog Ernst Alfred Hauser (1896 - 1956) financierde de aanleg van een voetpad naar de Eisriesenwelt. Hij  leverde ook een aanzienlijke speleologie-uitrusting om bezoekers aan de grot te helpen en in 1921 organiseerde hij de expeditie naar Eisriesenwelt waardoor het mogelijk werd om in 1922 de Eisriesenwelt  te openen voor het publiek, ook steunde hij de Verein für Höhlenkunde van Salzburg.

### Metingen

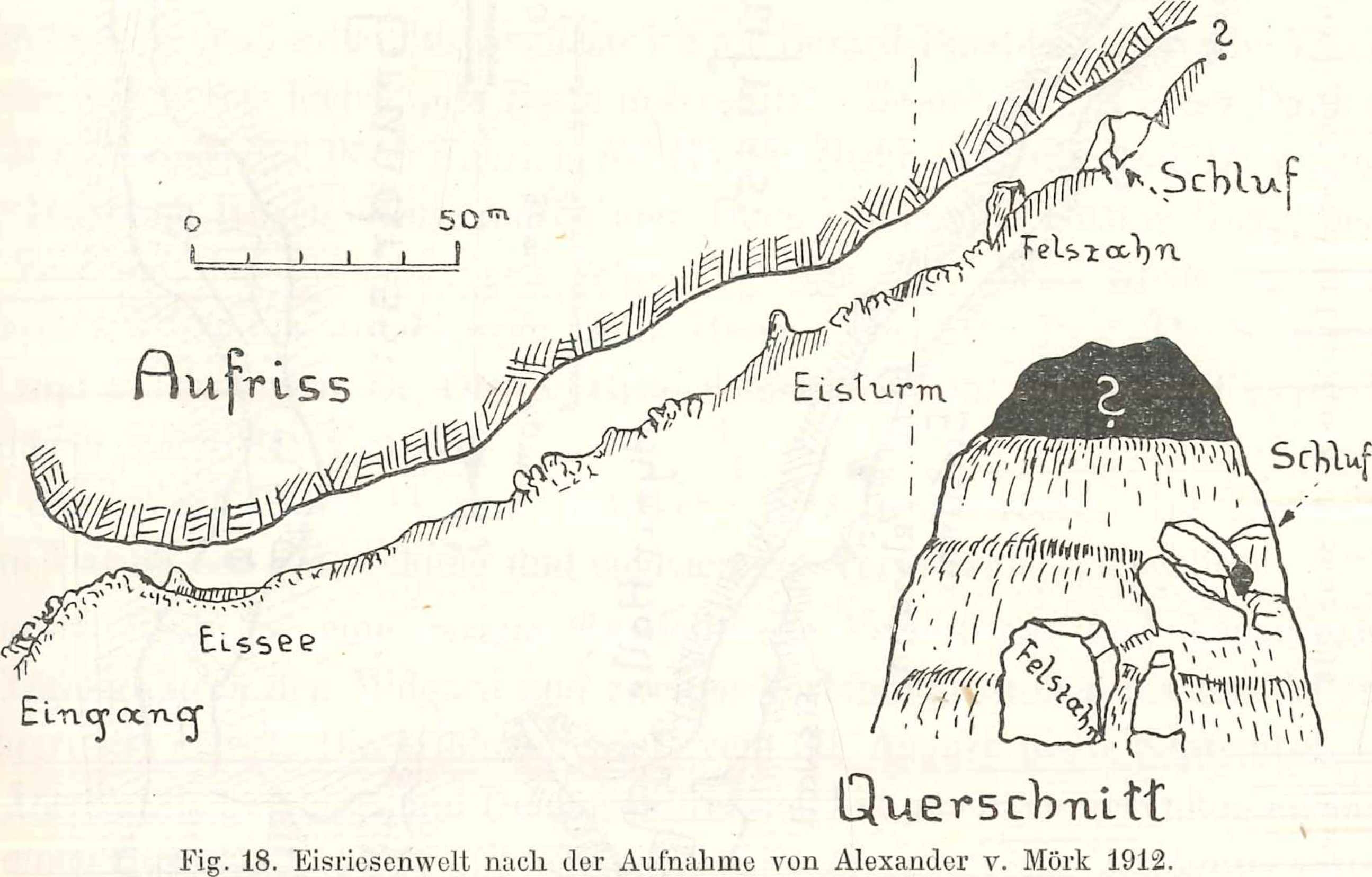
1912, Mörk
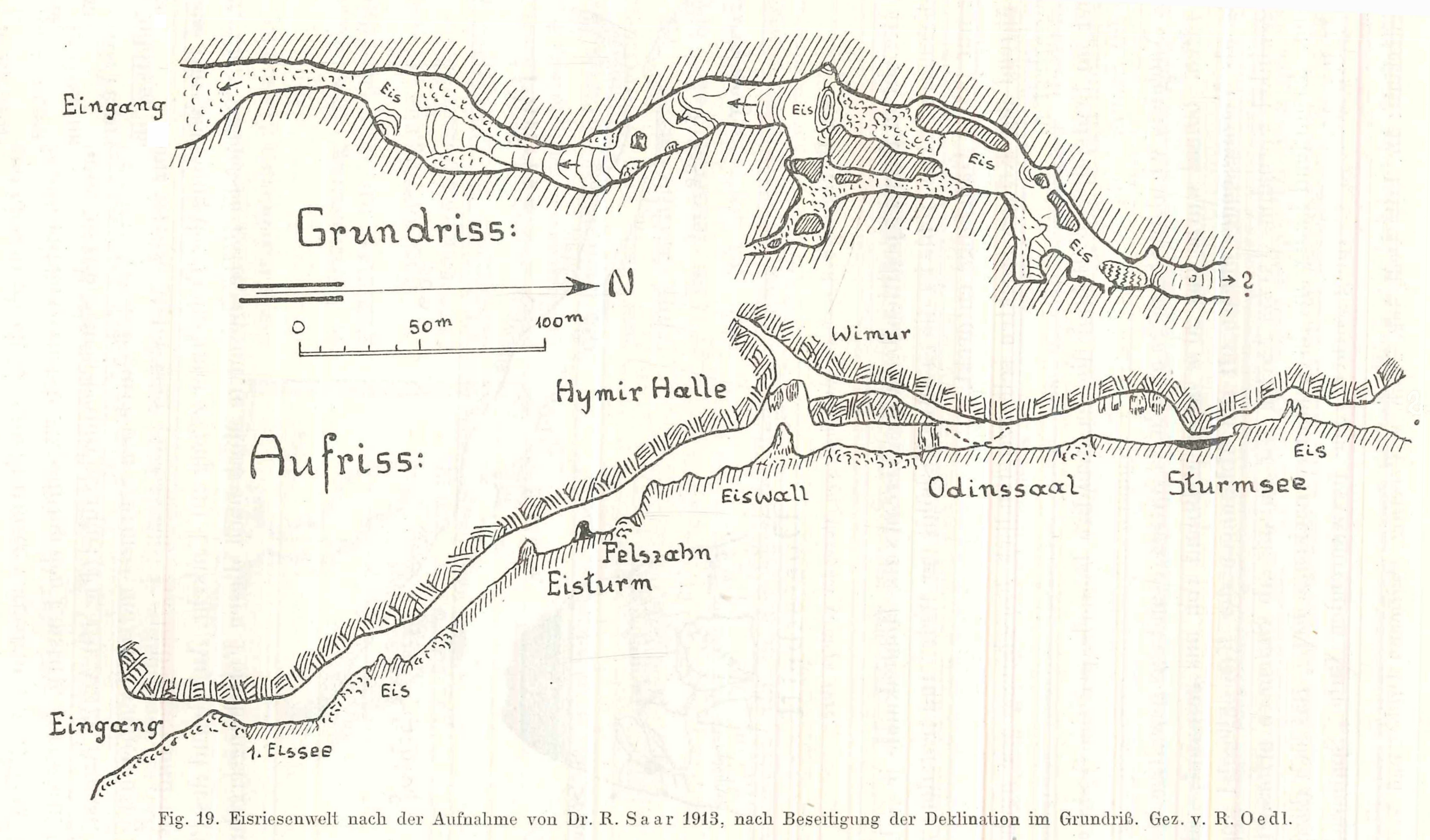
1913 , Saar plattegrond en doorsnede
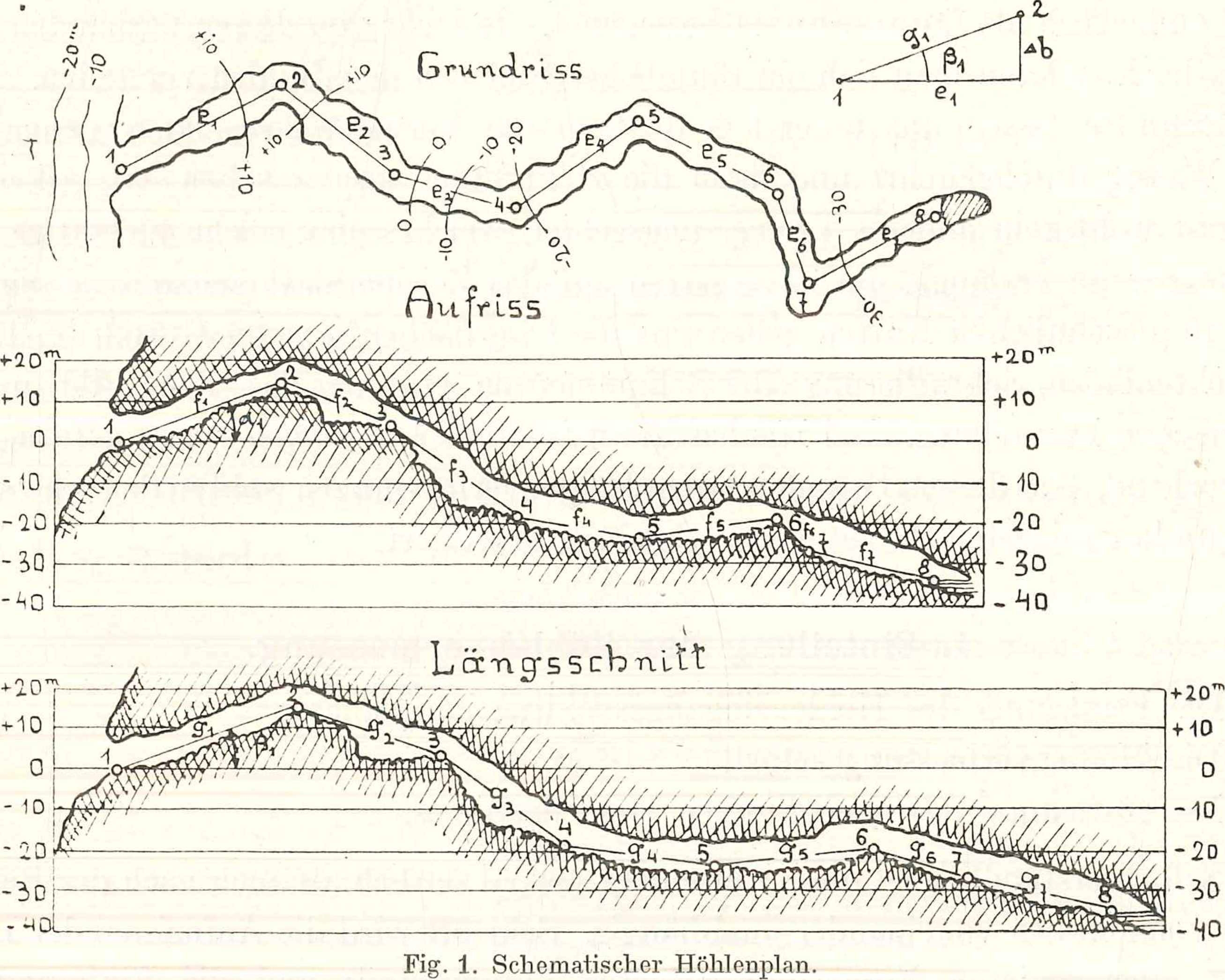
Meting 1920
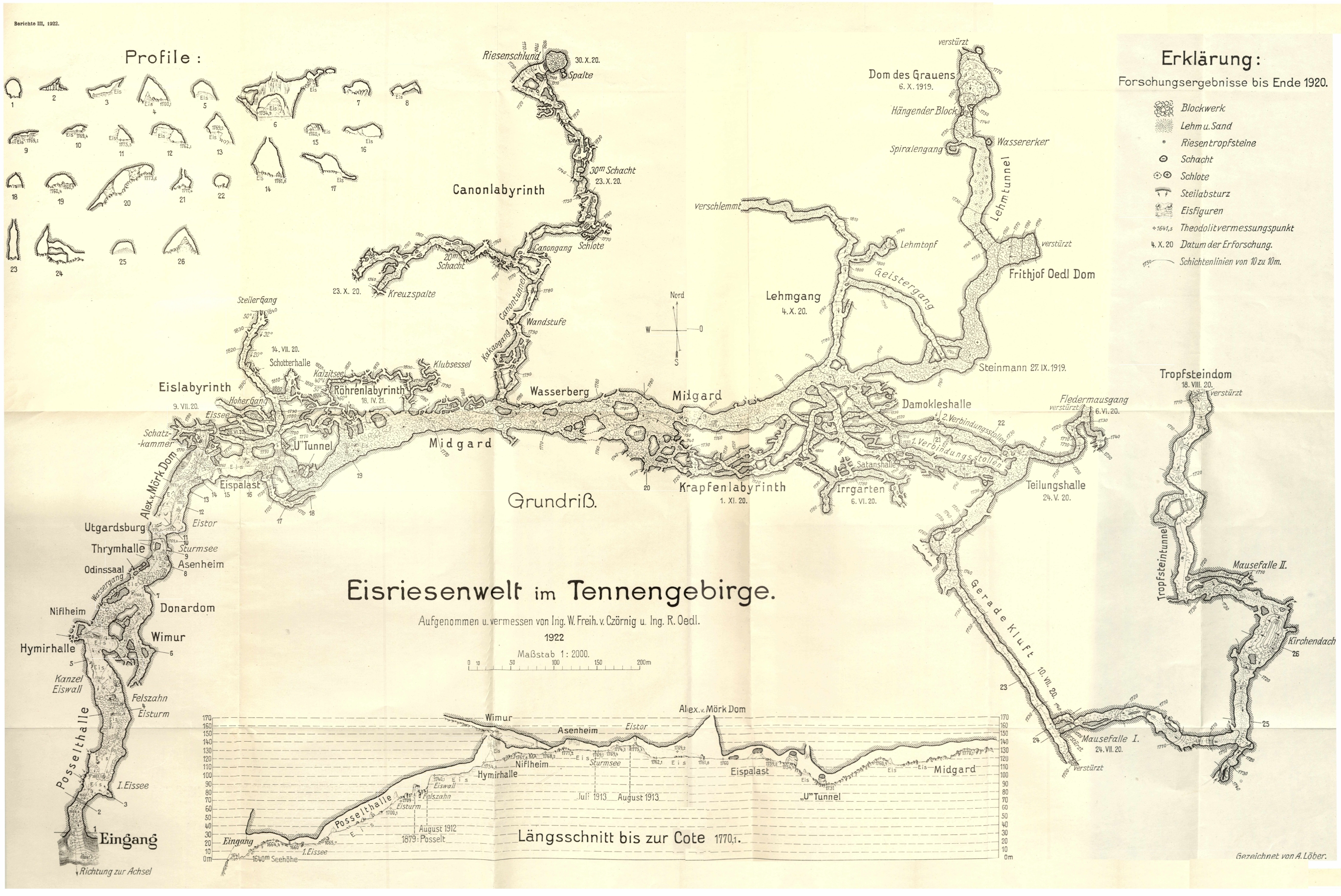
Overzicht 1920

### Eisriesenwelt GmbH
De grot en het gebied was het bezit van de Oostenrijkse federale bossen. In 1920 sloot de Verein für HöhlenkundeI een huurcontract met het staatsbureau voor land- en bosbouw voor 20 jaar.
Op 6 november 1928 werd de Eisriesenwelt GmbH opgericht waaraan vanaf 6 april 1929 de grot, het land en de hut voor een periode van 40 jaar werd verhuurd, dit werd later telkens verlengd. De eerste aandeelhouders ware o.a. Angermayer en de familie Oedl. In de jaren 1922 tot 1925 werd het Friedrich Oedl Haus gebouwd.
In de daaropvolgende jaren was de verhouding tussen de Verein für Höhlenkunde en het Eisriesenwelt Gesellschaft meermalen gespannen, er waren conflicten o.a. over de toegangsprijs voor leden van de vereniging.

### na 1922
Vanaf 1924 was het voorste deel van de grot toegankelijk via houten loopbruggen, de tocht  naar de ingang was alleen te voet mogelijk. Tot aan de Tweede Wereldoorlog werden geregeld wetenschappelijk expedities gehouden die de grot steeds verder in kaart brachten. Na het ijspaleis dat zich achter de Mörk-Dom bevindt volgen een u-vormige tunnel, de Midgards (een doorgang met een breedte van 8 tot 30 meter), daarna vertakt het stelsel zich sterk en eindigt bij de Neue Welt op een hoogte van 1595 meter.
Vanaf 1953 was er enkelbaans onverharde weg de "Eisriesenweltstrasse" die eindigde bij het grondstation van de in 1955 geopende kabelbaan die bezoekers binnen enkele minuten over het steilste deel van het traject vervoerde. Vanaf het eindpunt van de kabelbaan loopt een voetpad naar de ingang dat in de loop der jaren steeds beter is afgeschermd tegen vallend gesteente en water. In 2015 werd de nieuwe kabelbaan in gebruik genomen nadat de vorige 60 jaar had dienst gedaan, het aantal bezoekers in 2020 was ongeveer 200.000.

## Fysica

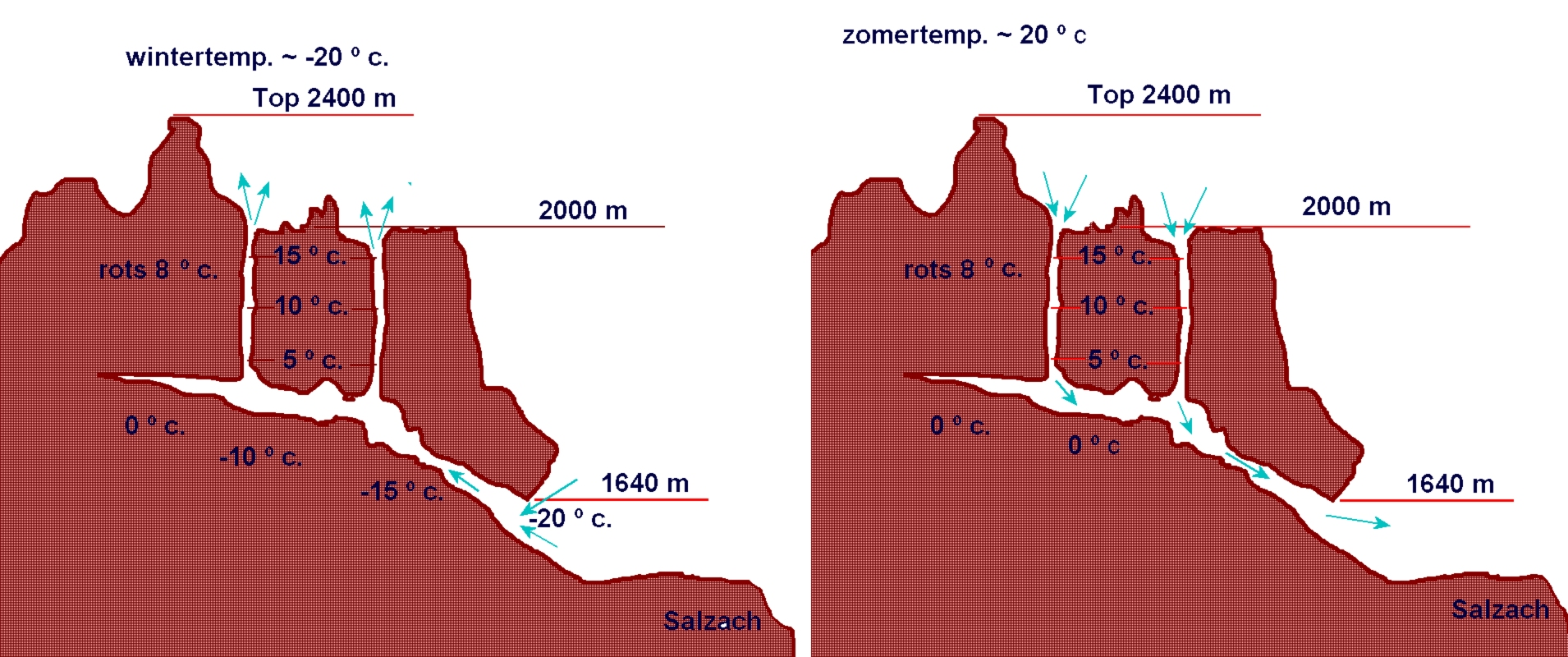
Dynamische ijsgrot Eisriesenwelt Werfen

De grotten werden gevormd tijdens het late Tertiair, na de vorming van de Alpen veranderde het geheel nog door weersinvloeden. Het ijs wordt gevormd door afkoeling in de winter en smeltend ijs en sneeuw in de zomer.
Er zijn grotten waarvan de ingang hoger ligt dan de rest, bij de Eisriesenwelt is dat niet het geval, de Eisriesenwelt is een zogenaamde dynamische ijsgrot. In de winter zakt de koude zwaardere lucht van het plateau boven het grottenstelsel door spleten omlaag en koelt het inwendige sterk af. Als in het voorjaar de buitenlucht warmer wordt en de sneeuw smelt zakt het smeltwater via de spleten in de grot en bevriest daar tot allerlei ijsfiguren. In de zomer warmt de grot verder op en smelt de bovenste laag van 5 à 10 cm ijs weg.
De grot is dus elk jaar anders, het is soms zelfs nodig een nieuwe tunnel te hakken voor de toegankelijkheid van de verschillende zalen. Bij het betreden van de grot wordt een stalen toegangsdeur geopend die verhinderd dat de grot te veel opwarmt, direct bij het openen ontstaat dan ook een sterke luchtstroom van koude zware lucht die uit de grot stroomt.

## Afbeeldingen

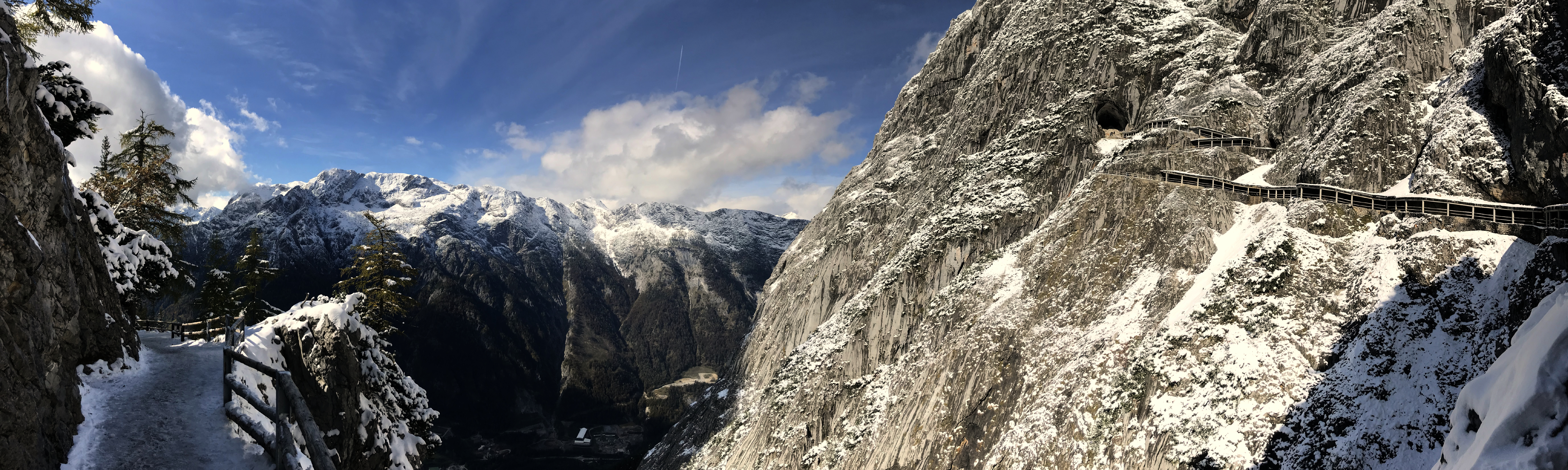
toegangsweg

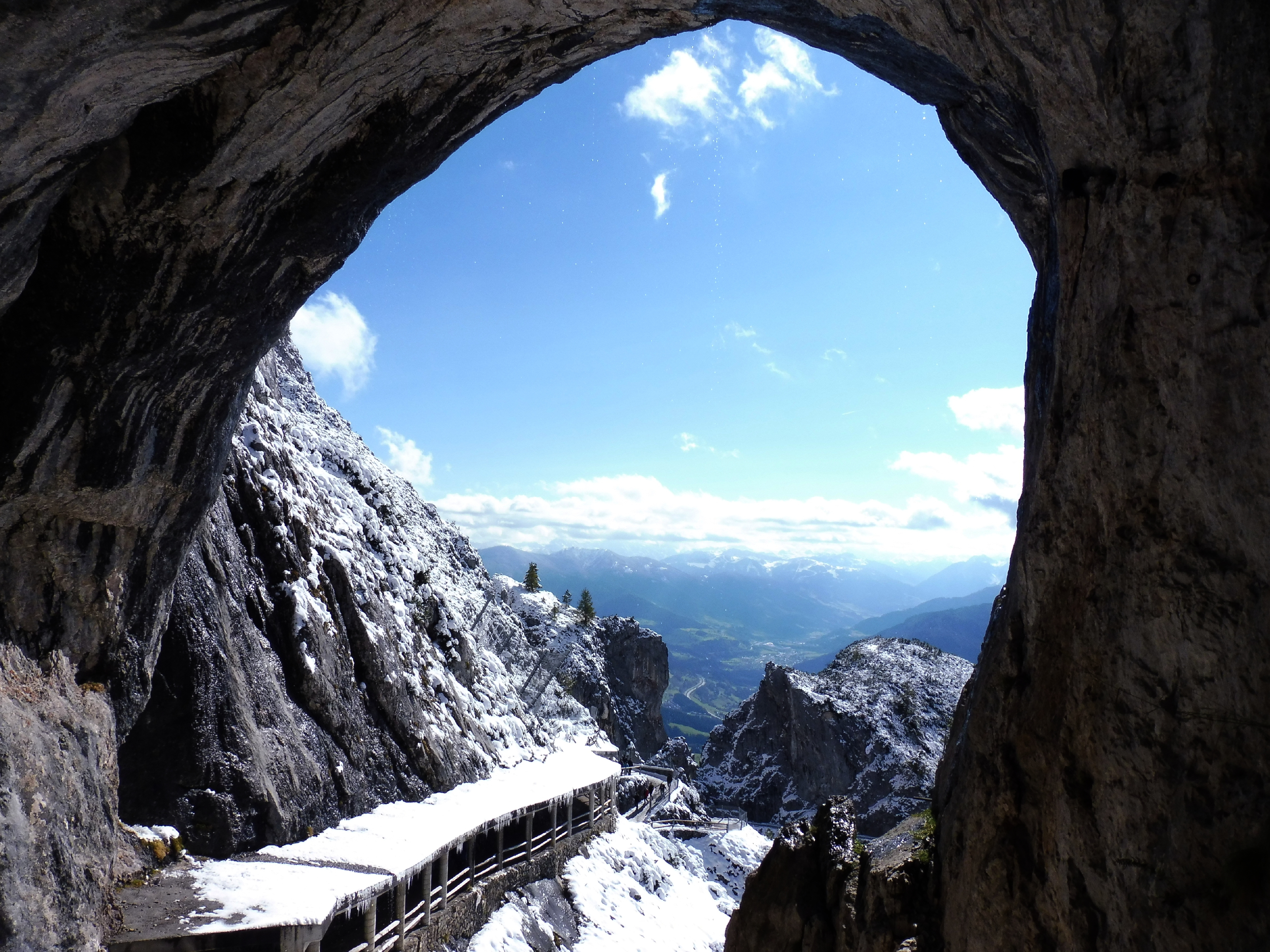
ingang
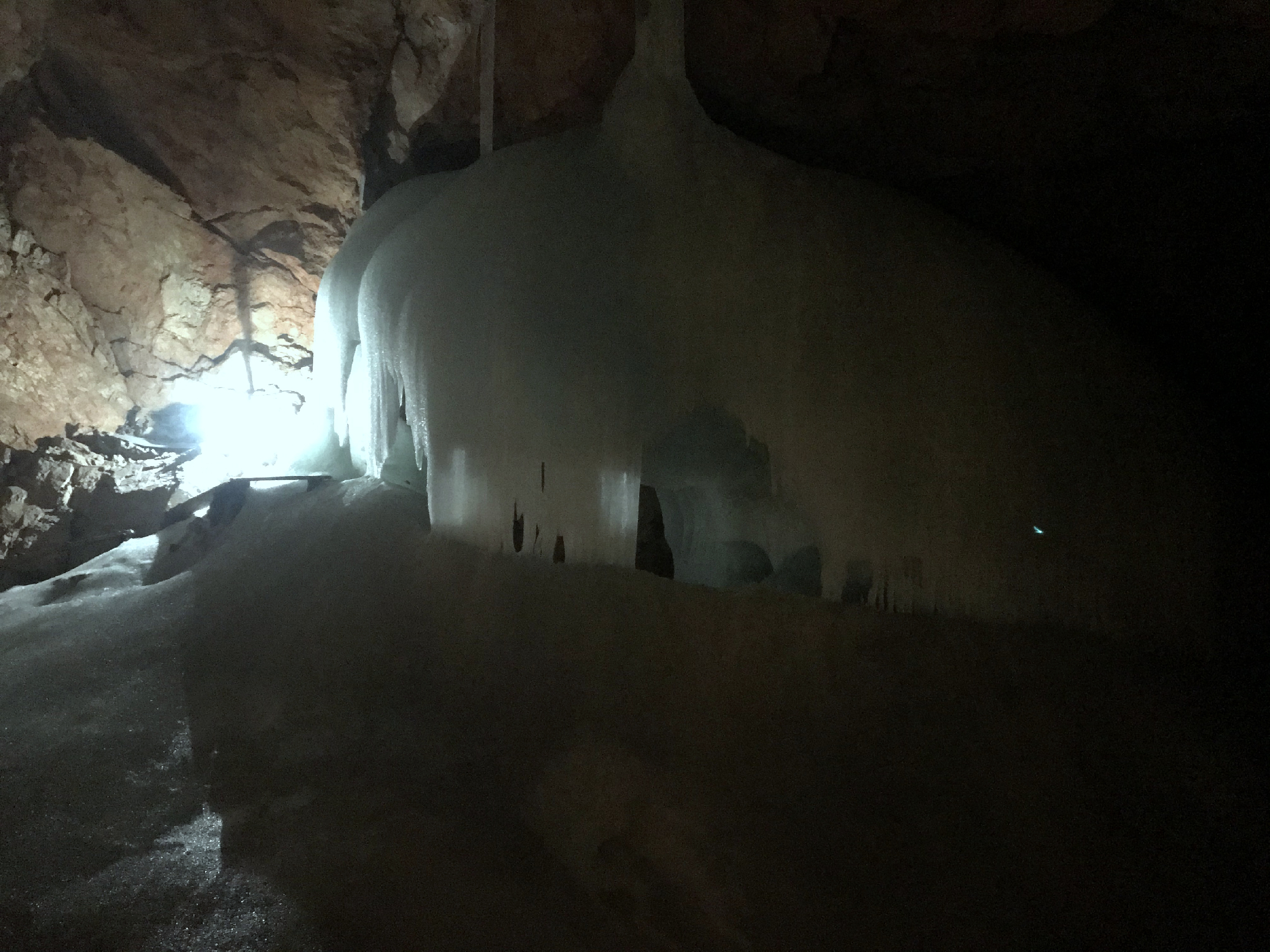
de olifant
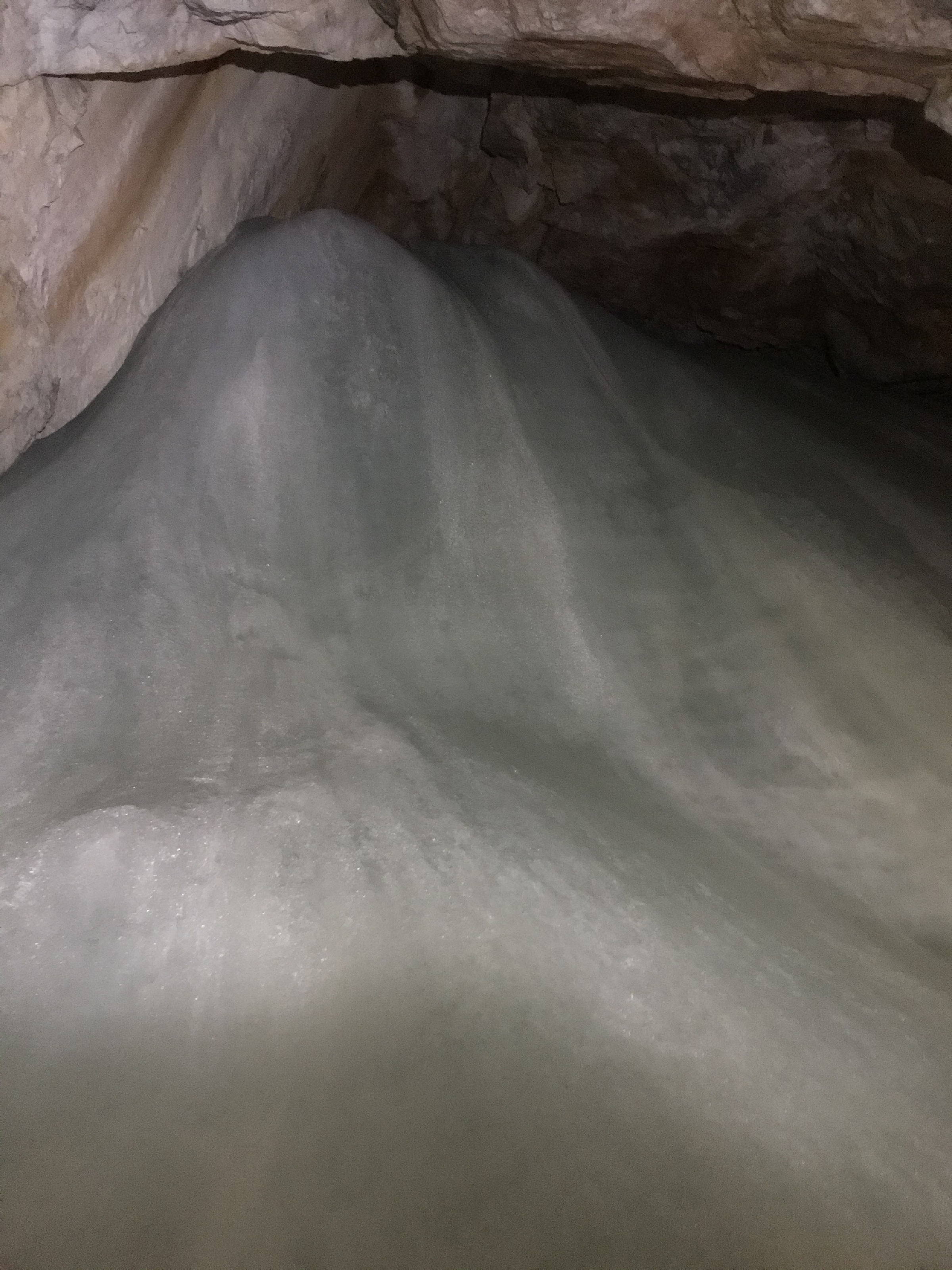
ijsheuvel
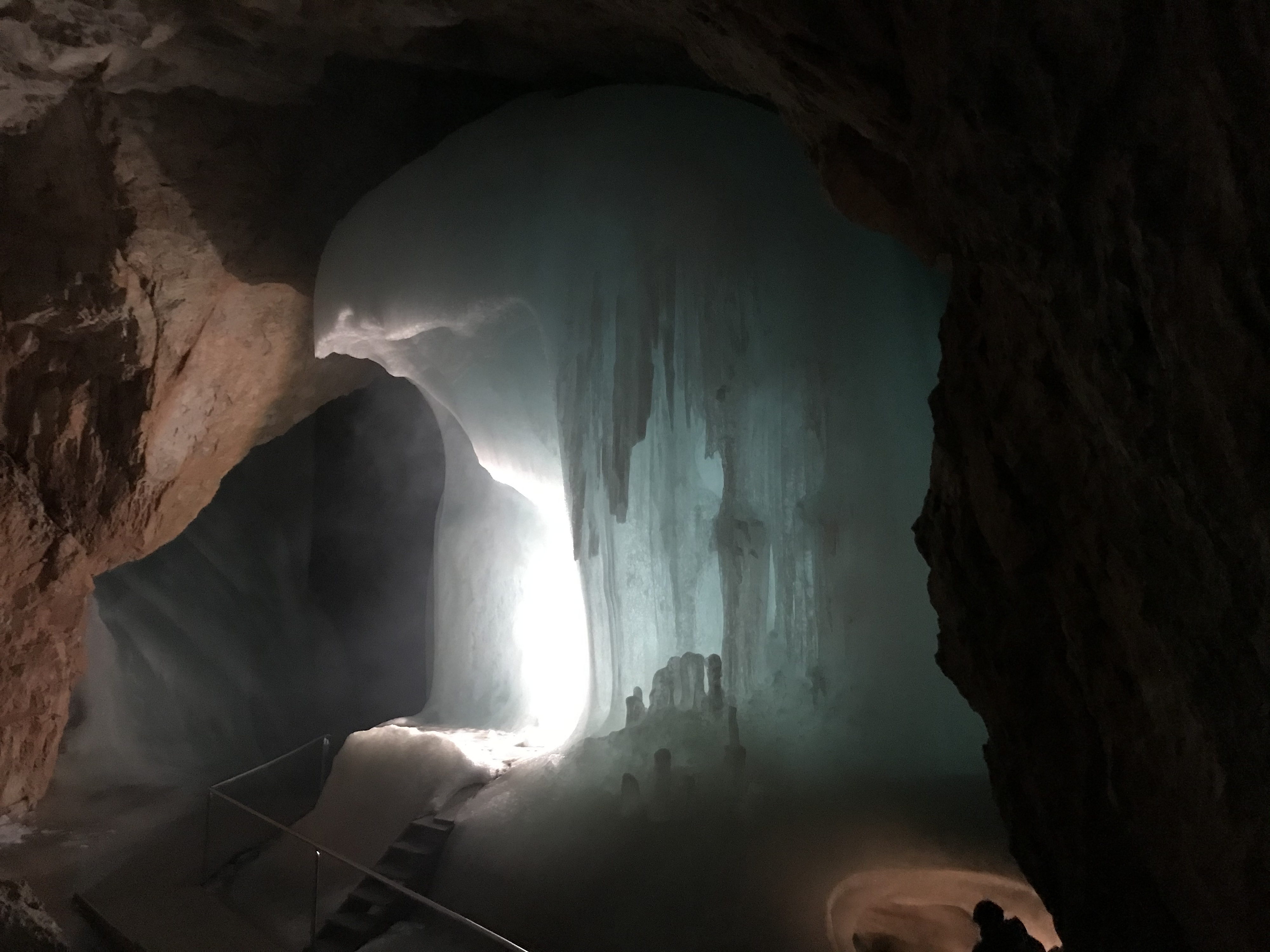
orgel
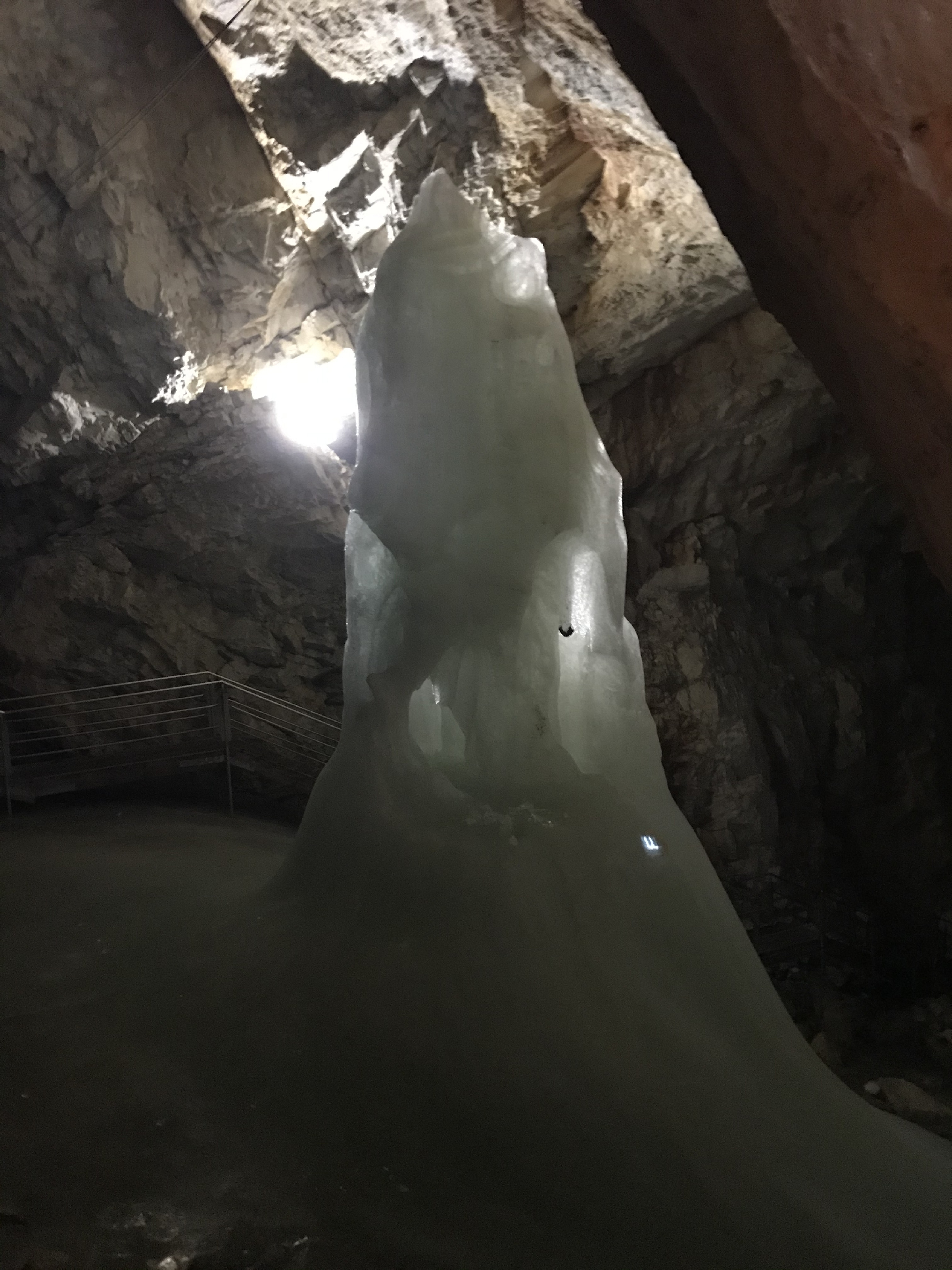
stalagmiet
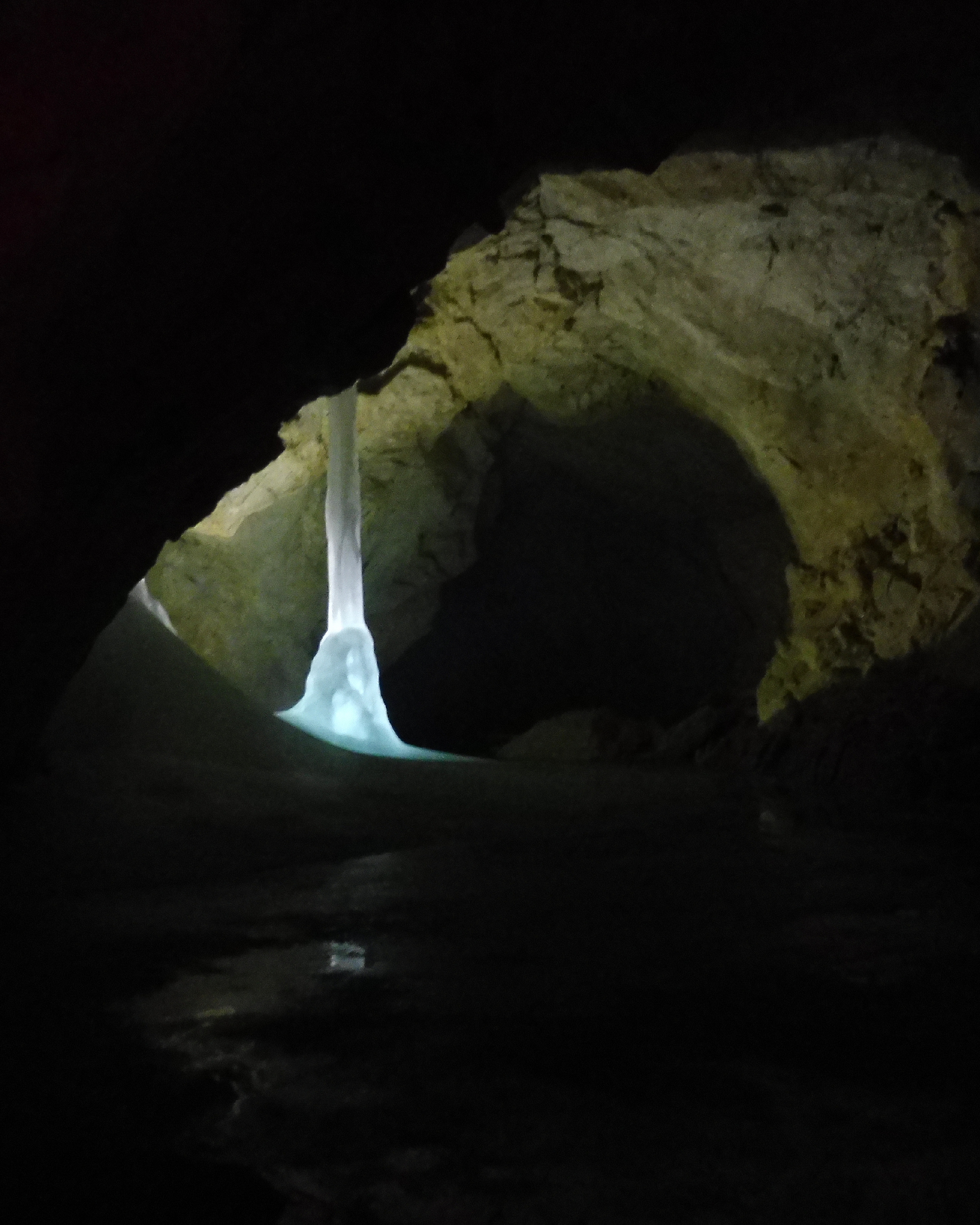
zuil
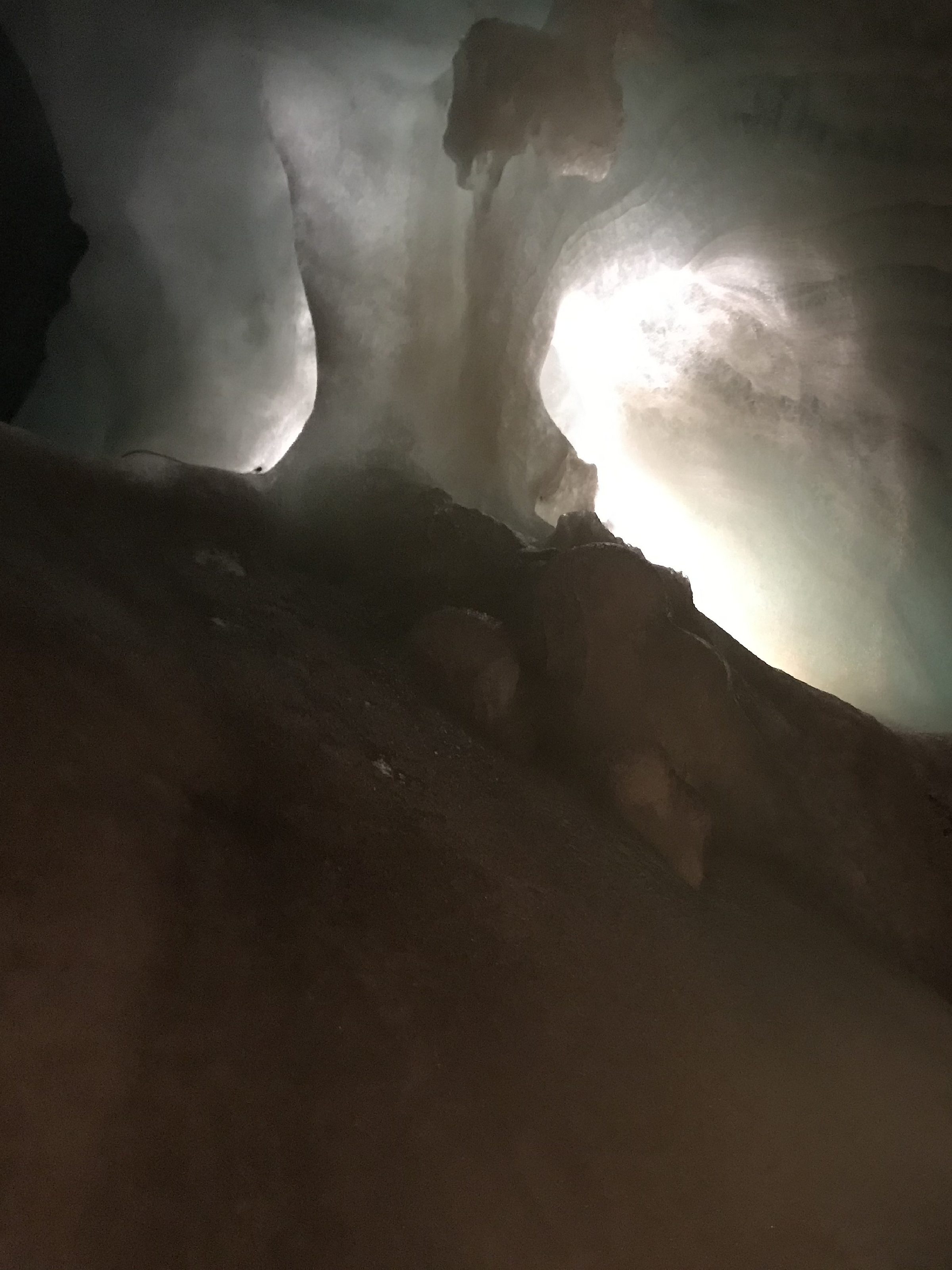
zuil
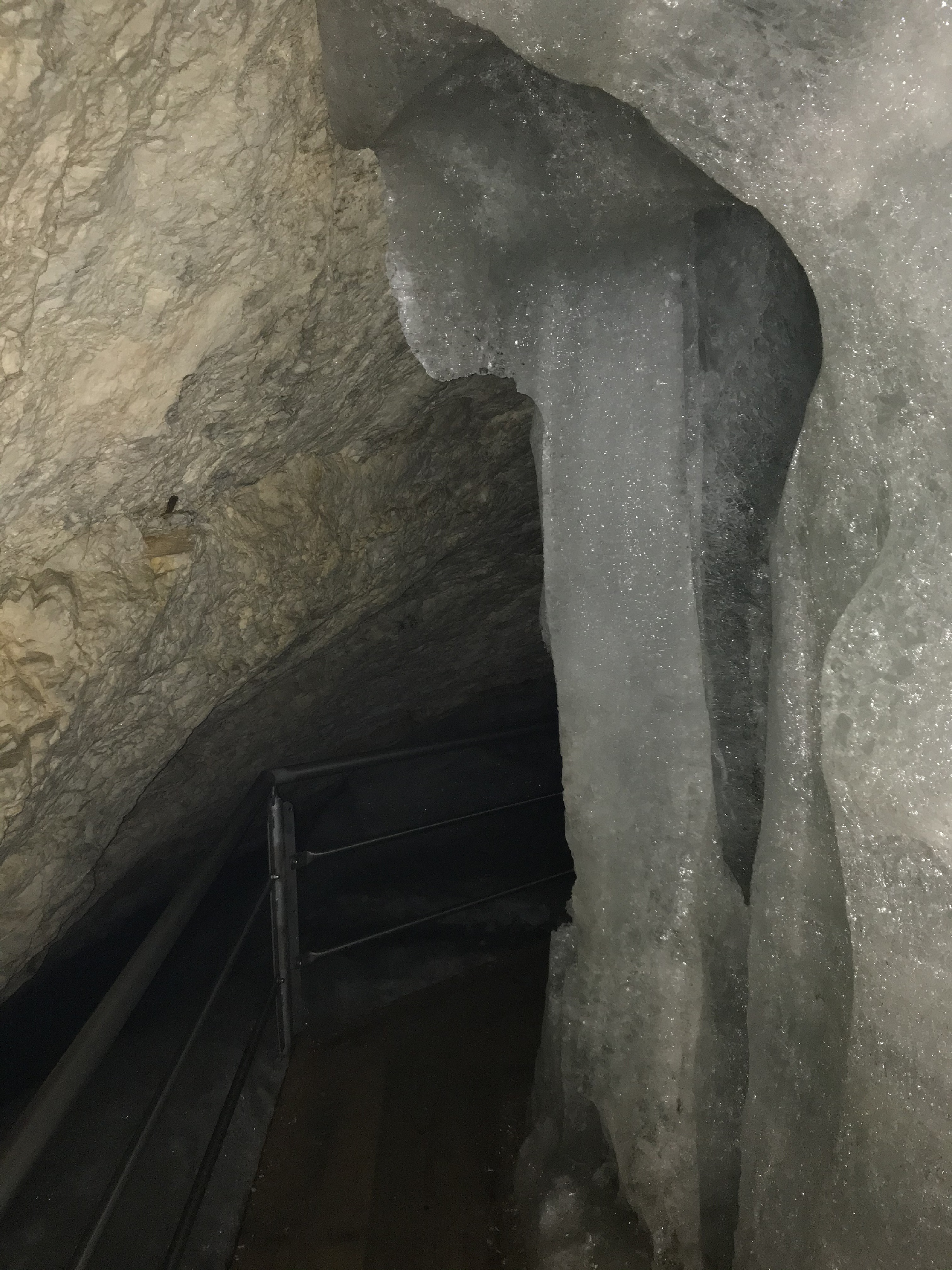
tunnel
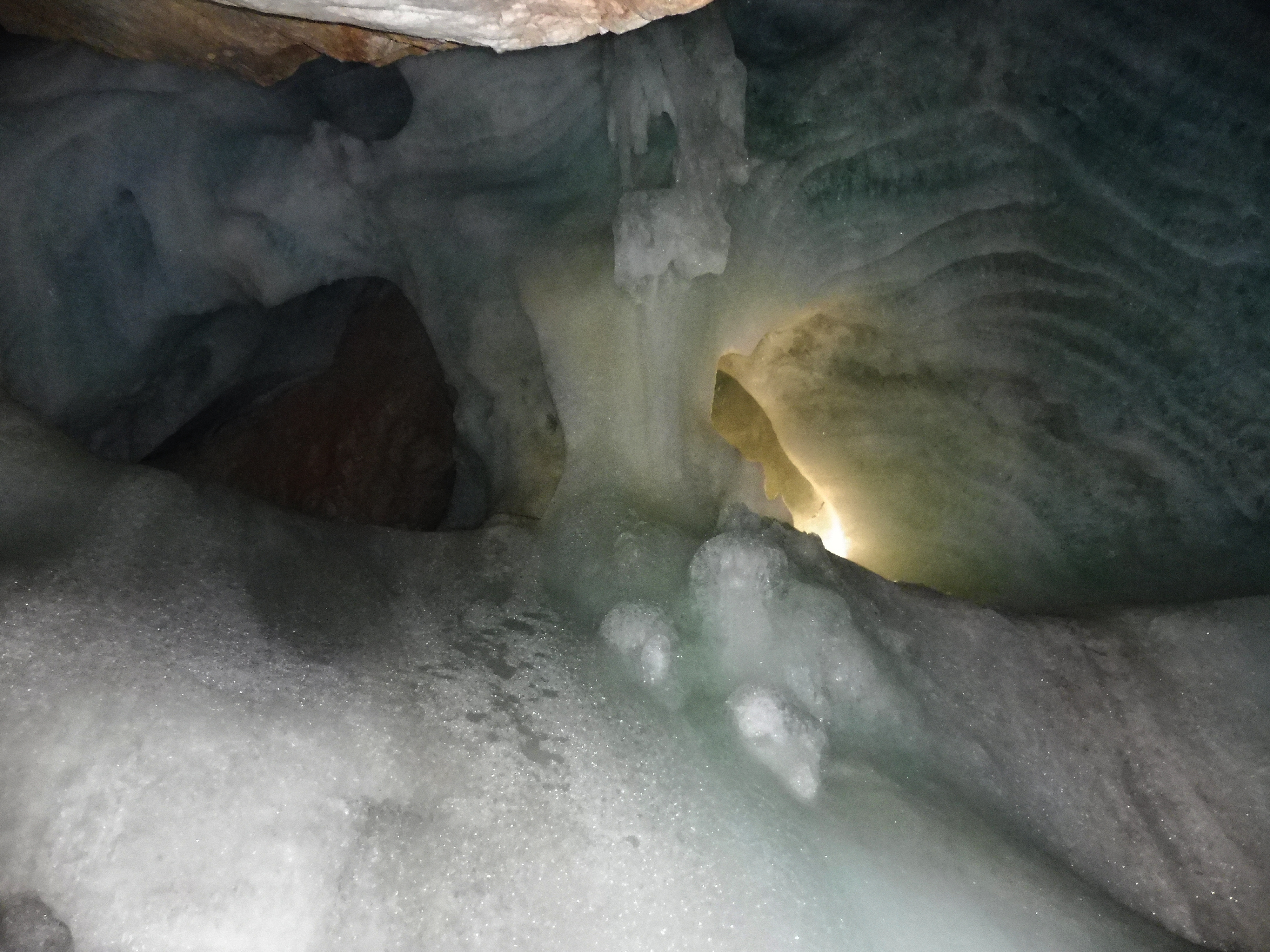
gletscher
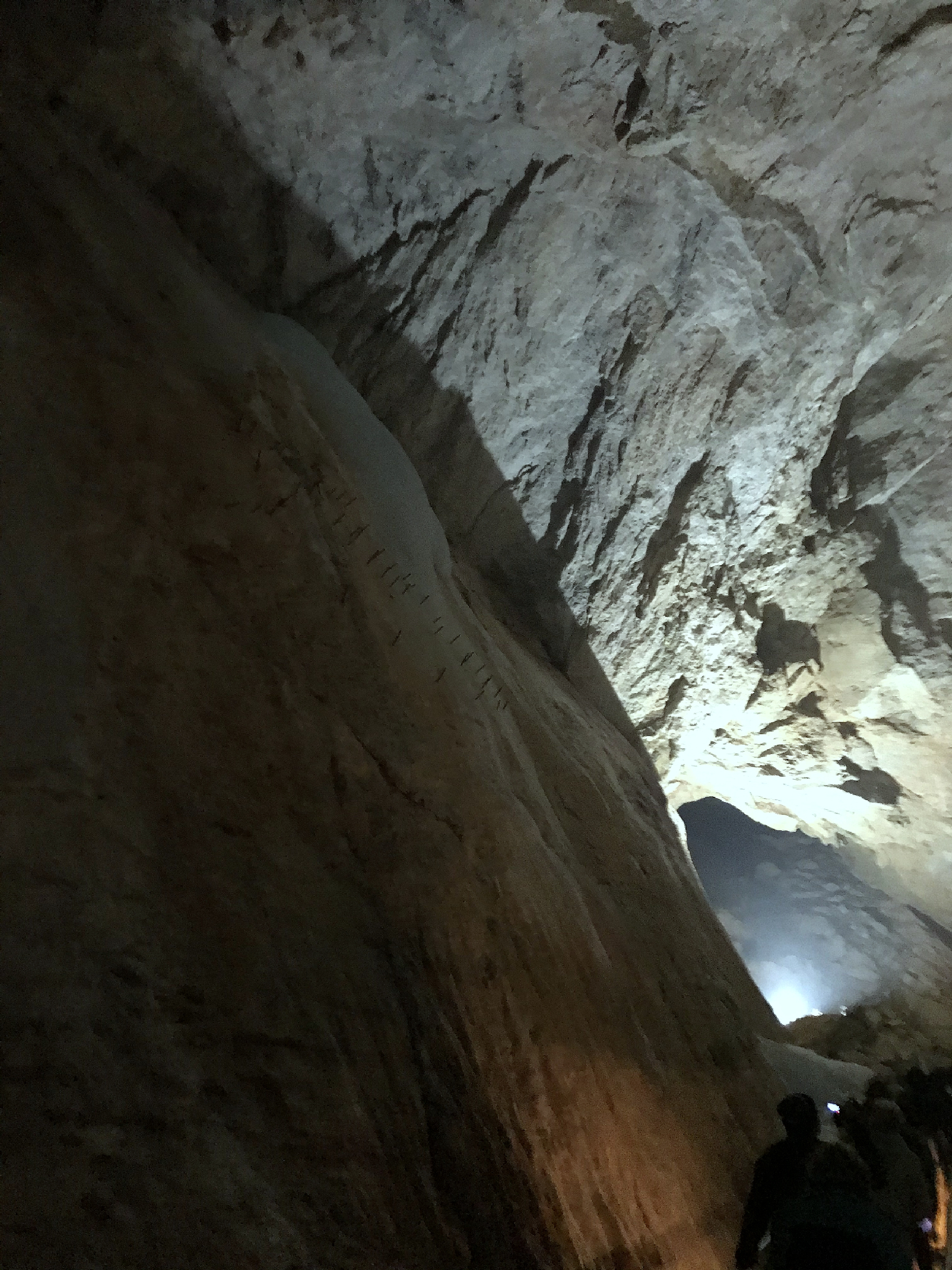
gletscher
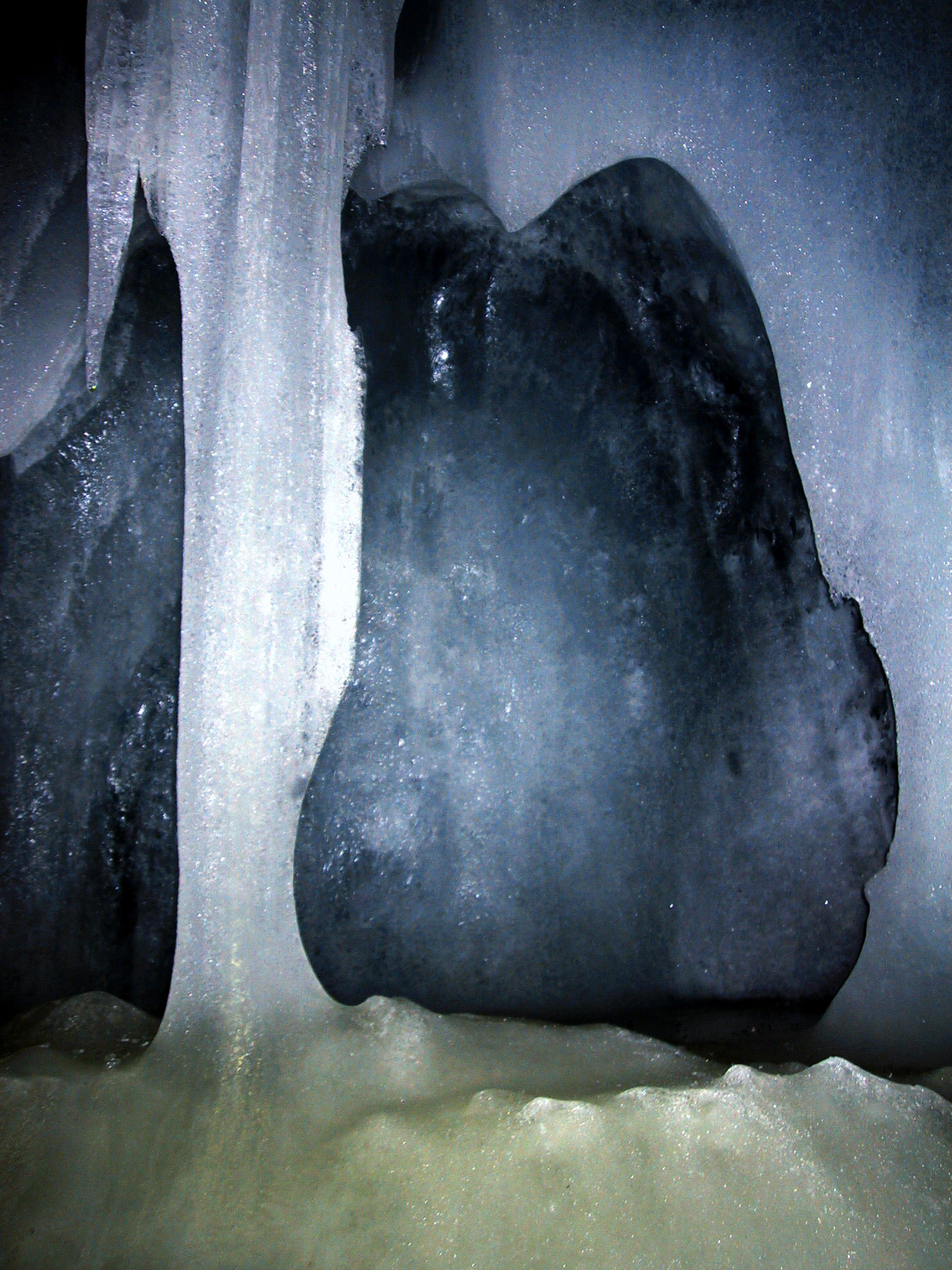
Werfen

## Wetenswaardigheden
- Alexander Mörk sneuvelde in de Eerste Wereldoorlog, de urn met zijn as werd op 28 juni 1925 overeenkomstig zijn wens bijgezet in de "Mörk-Dom".
- Leopoldine Führich was een van de eerste vrouwelijke speleologische wetenschappers, zij verongelukte in de Lurgrot in Oostenrijk waar zij van een touwladder in een diepe spleet viel.
- In 1921 werd getracht Ernst Hauser uit de Verein für Höhlenkunde te zetten vanwege zijn joodse afkomst, het eindigde met de uitzetting van de aanklager, de voormalig directeur van de vereniging.